# Terriente
Ne doit pas être confondu avec Torriente ou Torrente.
Terriente est une commune d’Espagne, dans la province de Teruel, communauté autonome d'Aragon, comarque de la Sierra de Albarracín.